# Atlapetes semirufus
El atlapetes semirrufo (Atlapetes semirufus), también denominado atlapetes ajicero o gorrión de monte ocráceo, es una especie de ave paseriforme de la familia Passerellidae propia del norte de Sudamérica.

## Distribución
Se encuentra únicamente en las montañas del noreste de Colombia y norte de Venezuela. Su hábitat natural son los bosques húmedos tropicales de montaña.